# Langesthei

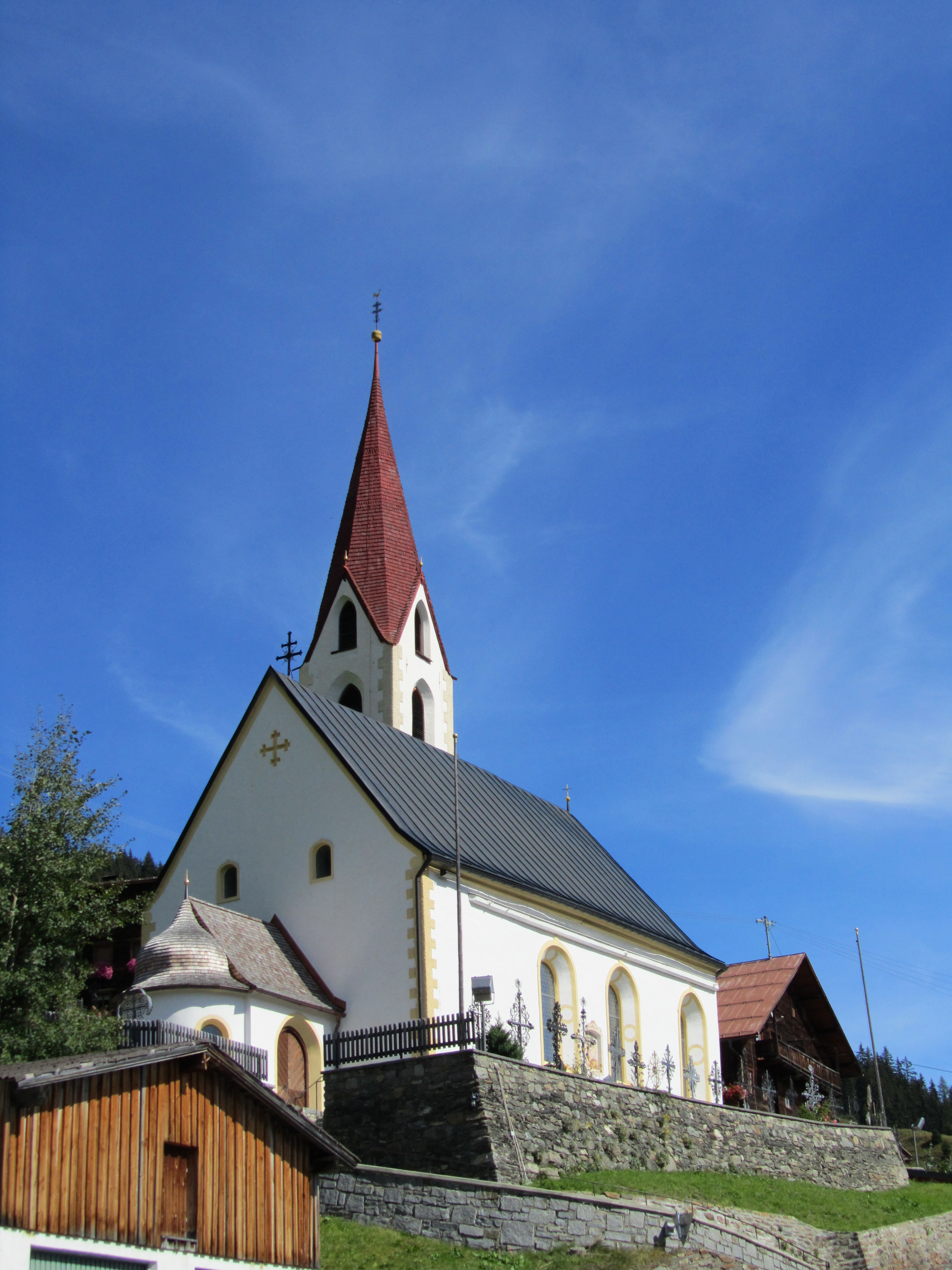
Pfarrkirche hl. Hieronymus

Langesthei ist eine Fraktion (Ortschaft) der Gemeinde Kappl im Bundesland Tirol.
Die Ortschaft hatte 2001 246 Einwohner.
Diese östlichste Fraktion von Kappl befindet sich auf der linken Seite der Trisanna, im Gegensatz zur Fraktion See.
Die Fraktion besteht aus dem Dorf Außerlangesthei, den Weilern Flung, Gufl, Innerlangesthei und Schrofen, sowie der Rotte Stockach.
Im Kirchdorf Langesthei steht die Barockkirche St. Hieronymus. Besonders hervorzuheben sind die Gewölbeausmalungen mit barockisierender Ornamentik und Bildmedaillons, die von Leopold Puellacher (1776–1842) stammen.

## Geschichte
Die erste Erwähnung findet sich in einer Urkunde von 1350 als Langeztayun. Der Name bedeutet ‚länglich ausgedehnte Alm‘.